# Gego & Picigin Band
Gego & Picigin Band (poznatiji samo kao Gego) je hvarski rock sastav. Sastav je osnovan početkom 21. stoljeća, a osnovao ga je Stjepan Barišić - Gego.

## Biografija
Sastav je osnovao Stjepan Barišić, vokalist i tekstopisac sastava, početkom 21. stoljeća. Sastav je dosad objavio tri albuma; prvi istoimeni 2005. godine, drugi "Forski Škoji" 2006. godine, i zadnji "Kup! Prodoj!" 2008. godine. Sve pjesme sastava pjevane su hvarskim dijalektom. Najpoznatije pjesme sastava su; "Jamajka", "Jo co ko co ko jo", "Dobar Don", "Ca nidi mira nimon", uglavnom sve s prvog albuma. Sastav i danas nastupa, najviše na splitskim festivalima.

## Članovi
- Stjepan Barišić - vokali, bongosi
- Ante Prgin - bubnjevi
- Mladen Juričić - gitara
- Stanko Kovačić - bas-gitara

## Diskografija
- Gego & Picigin Band (2005.)
- Forski Škoji (2006.)
- Kup! Prodoj! (2008.)